# Acrocercops plectospila
Acrocercops plectospila är en fjärilsart som beskrevs av Edward Meyrick 1921. Acrocercops plectospila ingår i släktet Acrocercops och familjen styltmalar. Inga underarter finns listade i Catalogue of Life.